# International Christian University

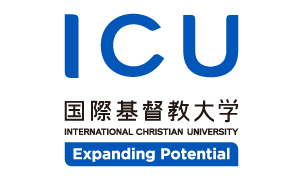
Le logo de l'ICU

Pour les articles homonymes, voir ICU.
L'Université chrétienne internationale (japonais : 国際基督教大学 Kokusai Kirisutokyō Daigaku, anglais : International Christian University), dite ICU,  est une université privée située à Mitaka (Tokyo), au Japon. Fondé en 1949, cet établissement délivre des diplômes dans différents domaines.
L'ICU est en partenariat avec le University College de Londres, l'université de Californie, l'université de Pennsylvanie, l'université Duke et l'université Yonsei, entre autres. 
L'ICU figure régulièrement parmi les universités japonaises les plus performantes. En 2014, le ministère de l'Éducation, de la Culture, des Sports, des Sciences et de la Technologie japonais (le « MEXT ») a sélectionné l'ICU pour l'intégrer parmi les 37 établissements du Top Global University Project.

## Histoire

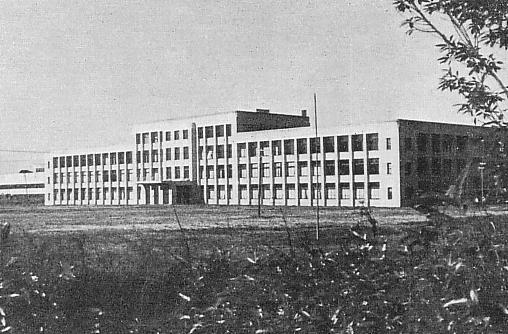
L'ICU dans les années 1950.

## Personnalités liées à l'université

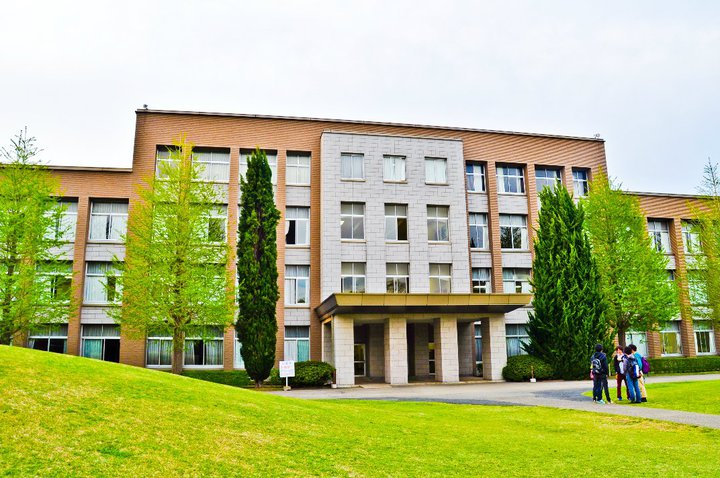
L'ICU en 2013.

### Anciens enseignants
- Emil Brunner
- Takeo Doi
- Johan Galtung
- Eleanor Jorden
- Haruhiko Kindaichi
- Ulrich Luz
- Gavan McCormack
- Roy Andrew Miller
- Sadako Ogata
- Hisao Ōtsuka
- Sheldon Wolin

### Anciens étudiants
- Mako d'Akishino
- Kako d'Akishino
- Sukehiro Hasegawa
- Kazuo Hirai
- Eleanor Jorden
- Hikaru Okuizumi
- Jay Rockefeller
- Charlotte von Verschuer